# Алхафт, Илиас
Илиас Алхалфт (нидерл. Ilias Alhaft; 23 февраля 1997 года, Роттердам, Нидерланды) — нидерландский футболист, нападающий клуба «Бангкок Юнайтед».

## Карьера
Илиас является воспитанником клуба «Спарта». 29 апреля 2016 года дебютировал в составе «Спарты» в Эрстедивизи поединком против «Дордрехта», выйдя на замену на 83-й минуте вместо Лориса Броньо.
4 апреля 2017 года дебютировал в Эредивизи поединком против «Херенвен», выйдя в стартовом составе и будучи заменённым на 80-й минуте Рагнаром Ахе.
Выступал за юношеские сборные Нидерландов различных возрастов.